# Gandhinagar
Gandhinagar (gujarati: ગાંધીનગર) är huvudstad i den indiska delstaten Gujarat och centralort i distriktet Gandhinagar. Den är en förort till den betydligt större staden Ahmedabad och hade cirka 300 000 invånare vid folkräkningen 2011. 
När den gamla delstaten Bombay skulle delas 1960 i Maharashtra och Gujarat var det först tänkt att Ahmedabad skulle bli Gujarats huvudstad, men istället byggde man då en helt ny stad lite längre norrut, längs Sabarmatifloden. Gandhinagar, som den nya staden fick heta, var färdigbyggd och började fungera som huvudstad 1970. 
Vid sidan av de administrativa funktionerna i staden har även elektronikindustrin växt i Gandhinagar.